# Goitom Kifle
Goitom Kifle (ur. 3 grudnia 1993) – erytrejski lekkoatleta specjalizujący się w biegach długich.
W 2009 zdobył brąz w drużynie juniorów podczas mistrzostw świata w biegach przełajowych. W tym samym roku stanął na najniższym stopniu podium mistrzostw świata juniorów młodszych w Bressanone. Trzy lata później startował na mistrzostwach świata w Daegu, na których odpadł w eliminacjach biegu na 5000 metrów. Siódmy zawodnik biegu seniorów podczas mistrzostw świata w biegach na przełaj (2013). W tym samym roku zajął 17. miejsce w biegu na 10 000 metrów podczas światowego czempionatu w Moskwie.

## Osiągnięcia
| Rok  | Impreza                                   | Miejsce        | Konkurencja      | Pozycja     | Wynik    |
| ---- | ----------------------------------------- | -------------- | ---------------- | ----------- | -------- |
| 2009 | Mistrzostwa świata w biegach przełajowych | Amman          | bieg juniorów    | 14. miejsce | 24:18    |
| 2009 | Mistrzostwa świata w biegach przełajowych | Amman          | drużyna juniorów | 3. miejsce  | 72 pkt.  |
| 2009 | Mistrzostwa świata juniorów młodszych     | Bressanone     | bieg na 3000 m   | 3. miejsce  | 8:05,83  |
| 2010 | Mistrzostwa świata w biegach przełajowych | Bydgoszcz      | bieg juniorów    | 15. miejsce | 22:57    |
| 2011 | Mistrzostwa świata w biegach przełajowych | Punta Umbría   | bieg juniorów    | 17. miejsce | 23:24    |
| 2011 | Mistrzostwa świata                        | Daegu          | bieg na 5000 m   | eliminacje  | 14:06,42 |
| 2013 | Mistrzostwa świata w biegach przełajowych | Bydgoszcz      | bieg seniorów    | 7. miejsce  | 33:16    |
| 2013 | Mistrzostwa świata                        | Moskwa         | bieg na 10 000 m | 17. miejsce | 27:56,38 |
| 2014 | Mistrzostwa Afryki                        | Marrakesz      | bieg na 10 000 m | 9. miejsce  | 29:01,75 |
| 2015 | Mistrzostwa świata w biegach przełajowych | Guiyang        | bieg seniorów    | 23. miejsce | 36:44    |
| 2016 | Igrzyska olimpijskie                      | Rio de Janeiro | bieg na 10 000 m | 24. miejsce | 28:15,99 |
| 2017 | Mistrzostwa świata w biegach przełajowych | Kampala        | bieg seniorów    | 23. miejsce | 29:56    |
| 2021 | Igrzyska olimpijskie                      | Tokio          | maraton          | 14. miejsce | 2:13:22  |
| 2022 | Mistrzostwa świata                        | Eugene         | maraton          | 22. miejsce | 2:11:10  |
| 2023 | Mistrzostwa świata                        | Budapeszt      | maraton          | 48. miejsce | 2:21:28  |

## Rekordy życiowe
- bieg na 5000 metrów – 13:22,92 (2012)
- bieg na 10 000 metrów – 27:32,00 (2013)
- półmaraton – 1:00:20 (2014)
- maraton – 2:05:28 (2023)